# International Foundation for Gender Education
L'International Foundation for Gender Education (IFGE) est une association américaine à but non lucratif de défenses des droits transgenres. L'IFGE a été fondée en 1987 par Merissa Sherrill Lynn et elle est consacrée à « surmonter l'intolérance du transvestisme et du transsexualisme provoquée par l'ignorance répandue ».
La fondatrice Merissa Sherrill Lynn déclare : « le phénomène travesti et transsexuel fait partie intégrante de l'expérience humaine. Ces phénomènes se manifestent dans chaque société et ont toujours eu lieu, et ils continuent d'affecter la vie d'un grand nombre de personnes. Pour autant, ils restent ignorés, et l'intolérance et la peur entraînent des dommages sur de bonnes personnes, leur bonheur, leur emploi, leur famille et leur vie. Il en coûte à la société et à ses citoyens productifs ».

## Histoire
En 1996, l'IFGE a été l'une des trois organisations transgenres des États-Unis, et la seule à avoir un personnel rémunéré.
En 1998, l'association a failli se dissoudre à cause de difficultés financières.

## Publications

### Transgender Tapestry
Transgender Tapestry « est un magazine par, pour, et au sujet de tout ce qui concerne la problématique trans, y compris les travestis, le transsexualisme, l'intersexuation, les FTM, les MTF, les butches, les fems, les drag kings et les drag-queens, les androgynes, et plus encore ».

### Site web
L'IFGE a un site web contenant de l'information pour les personnes transgenres depuis 1998. Le site a été très largement utilisé par les personnes transgenres cherchant de l'information sur Internet à la fin des années 1990, et au début des années 2000, avec des répondants à un sondage de 2002 identifiant le site comme la « meilleure source sur l'internet », le préférant aux sites Google et Yahoo pour les informations liées à la recherche.